# Fred Spencer (cyklist)

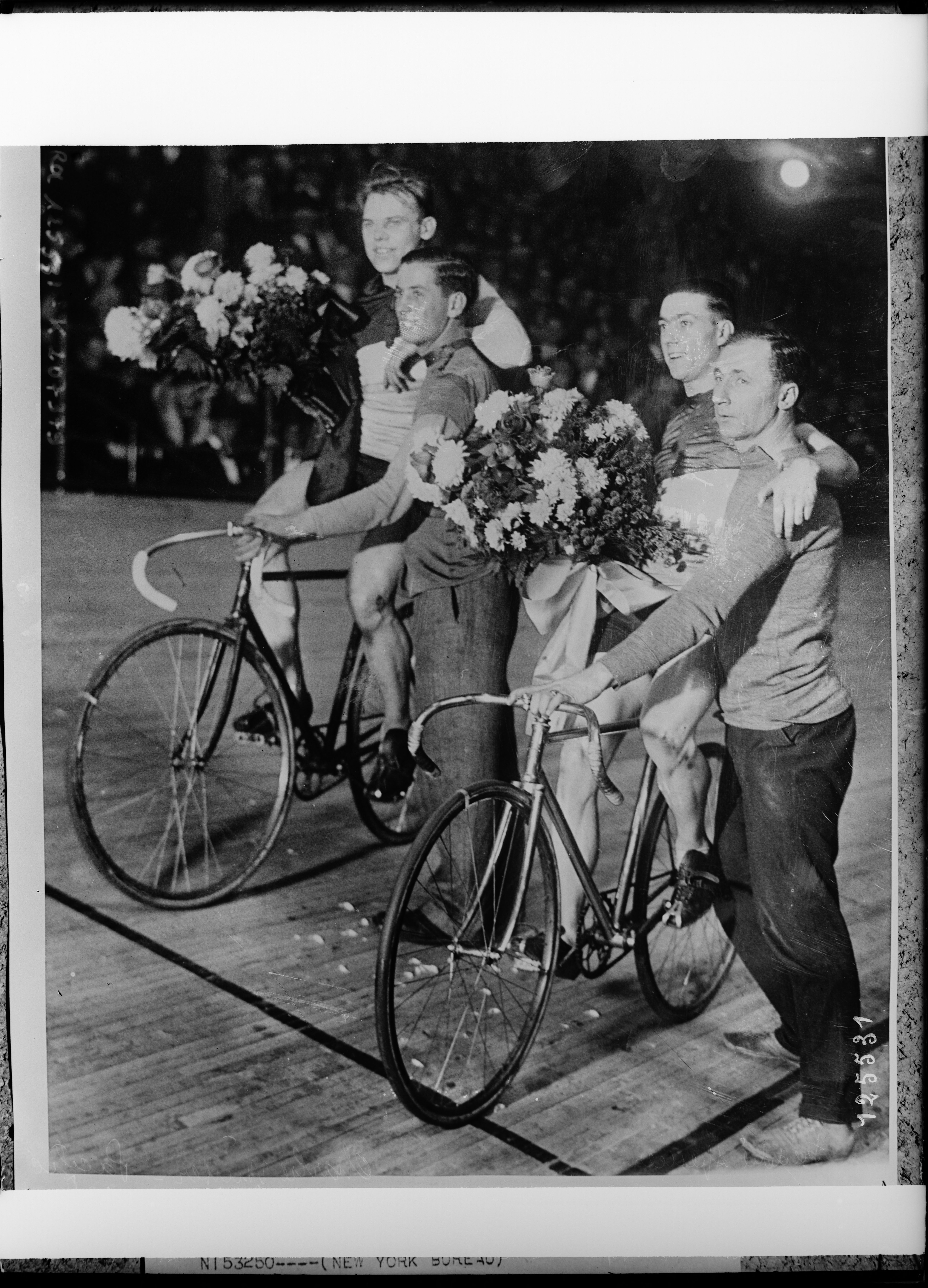
Freddie Spencer (till höger) med Charlie Winter 1927.

Fred "Freddie" Spencer, född den 9 augusti 1902 i Westfield, död den 1 december 1992 i Rahway, var en amerikansk bancyklist som under karriären blev trefaldig amerikansk mästare i sprint och vinnare av fem sexdagarslopp (varav fyra i New York).
Spencer valdes in i US Bicycling Hall of Fame 1990.

## Meriter

### Mästerskap
| 1925 Amerikansk mästare i sprint 1928 Amerikansk mästare i sprint | 1929 Amerikansk mästare i sprint |

### Sexdagarslopp
| 1924/1925 Vinnare av New Yorks sexdagars (mar.) med Robert Walthour Jr. 1925/1926 Vinnare av Chicagos sexdagars (nov.) med Robert Walthour Jr. 2:a i Chicagos sexdagars (feb.) med Franco Giorgetti 3:a i New Yorks sexdagars (nov./dec.) med Robert Walthour Jr. 1926/1927 2:a i Chicagos sexdagars (mar.) med Charles Winter 2:a i New Yorks sexdagars (mar.) med Robert Walthour Jr. 1927/1928 Vinnare av New Yorks sexdagars (dec.) med Charles Winter 2:a i Chicagos sexdagars (jan.) med Robert Walthour Jr. 3:a i Chicagos sexdagars (okt.) med Carl Stockholm 1928/1929 Vinnare av New Yorks sexdagars (dec.) med Franco Giorgetti | 1929/1930 2:a i New Yorks sexdagars (dec.) med Franz Duelberg 3:a i Chicagos sexdagars (feb.) med Charles Winter 1932/1933 Vinnare av New Yorks sexdagars (nov./dec.) med William Peden 2:a i Philadelphias sexdagars (dec.) med Harry Horan 1933/1934 3:a i Buffalos sexdagars (jan.) med Charles Winter 3:a i San Franciscos sexdagars (maj) med Eddy Testa 1934/1935 3:a i Philadelphias sexdagars (okt.) med Robert Walthour Jr. 1935/1936 2:a i Torontos sexdagars (sep.) med Heinz Vopel 3:a i Torontos sexdagars (apr./maj) med Freddy Zäch 1936/1937 3:a i Philadelphias sexdagars (apr./maj) med Tommy Flynn |